# Katastrofa kolejowa w Hordorf
Katastrofa kolejowa w Hordorf do której doszło 29 stycznia 2011 roku, kiedy pociąg towarowy i pasażerski zderzyły się w pobliżu Hordorf w Saksonii-Anhalt, Niemcy na linii Magdeburg-Thale. W wyniku kolizji pociągów doszło do wykolejenia się pociągu pasażerskiego, w którym 10 osób zginęło, a 23 zostały ciężko ranne.

## Katastrofa
Incydent miał miejsce około godziny 22:30 w miejscu położonym około 200 km na południowy zachód od Berlina. Według wstępnych ustaleń pociąg pasażerski HarzElbeExpress przewożący od 45 do 50 pasażerów na pokładzie, który jechał z Magdeburga do Halberstadt na jednym torze jadąc z prędkością około 100 kilometrów na godzinę, zderzył się czołowo z pociągiem towarowym, który poruszał się z prędkością około 80 km na godzinę, obsługiwanym był przez firmę Peine-Salzgitter, przewożącym węglan wapnia.